# Пономарьов Олександр Валерійович
Олекса́ндр Вале́рійович Пономарьо́в (нар. 9 серпня 1973, Хмельницький, Українська РСР) — український співак, композитор та народний артист України (2006). Представник України на 48-му пісенному конкурсі «Євробачення» та тренер талант-шоу «Голос країни» (2011—2013, 2015).

## Біографія
Народився в родині Валерія Пономарьова — з Хмельницького, та Любові Анатоліївни — з Донецька.
У дитинстві хворів на малокрів'я. Підлікувавшись, змінився: став постійно битися з хлопцями, належав до хуліганських компаній. А з 6 років вирішив вкласти всю свою силу в бокс, яким займався до 18 років.
Змалку мати помітила в сина ще один талант — співочий. Але батьки не могли знайти гроші на музичну школу, а перше фортепіано Олександр отримав, коли вже закінчував восьмий клас. Протягом усього дитинства співав у дворі під гітару. В 12-річному віці з'явилася пісня «Святая Анна», яку співав під вікнами однокласниці, яка подобалася.
Під час одного з боксерських поєдинків пропустив удар в голову. Травма призвела до швидкого погіршення зору. Лікарі звеліли відмовитися від боксу, тому постав вибір училища для продовження навчання. Серед доступних на той час у Хмельницькому були медичне, педагогічне та музичне училища і з огляду на давню любов до музики вибір випав на музичне. На вступному іспиті співав пісню «Ніч яка місячна».

### Музична кар'єра
Після завершення в 1993 році Хмельницького музичного училища за спеціальністю хормейстер і вступу на вокальний факультет Львівського музичного інституту ім. М. В. Лисенка перший же виступ на великій сцені завершився тріумфом. На «Червоній руті-93» в Донецьку він виграв перше місце і приз за найкращий вокал. Наприкінці того ж року був визнаний найкращим попспіваком України. У 1995 р. став володарем Гран-прі Міжнародного конкурсу молодих естрадних виконавців імені Володимира Івасюка в Чернівцях. Через зростання популярності переїхав у Київ та перевівся до столичної Національної музичної академії.
У 1996 р. на престижному Міжнародному конкурсі молодих виконавців «Ялта-96» став володарем Гран-прі. Цього року вийшов у світ перший музичний альбом «З ранку до ночі».
У 1997 р. на Міжнародному фестивалі «Таврійські ігри» здобув нагороду Всеукраїнської премії в галузі музики та масових видовищ «Золота Жар-птиця» у номінації «Співак року». Цього ж року в межах загальнонаціональної програми «Людина року» здобув номінацію «Зірка естради року». Того ж року вийшов у світ другий альбом — «Перша і остання любов».
У 1997 році вийшов музичний кліп «Серденько» (продакшн «KMstudio», режисер Ірина Ковальська, оператор: Володимир Совяк-Круковський) на однойменну пісню Олександра Пономарьова. У відеокліпі «Серденько» у поєднанні зі спеціально відзнятими сценами також використовується оригінальний відеоряд із телесеріалу Горець.
21 грудня 1997 р. в київському палаці «Україна» при повному аншлазі відбувся сольний концерт — «Перша і остання любов».
У 1998 р. отримав звання Заслуженого артиста України (на той час став наймолодшим Заслуженим артистом). В лютому-березні 1998 р. відбувся перший в історії незалежної України «живий» всеукраїнський гастрольний тур по 25-ти містах України.
26 травня 1998 р. створив продюсерський центр «З ранку до ночі». 16 грудня 1998 р. в палаці «Україна» на церемонії нагородження Всеукраїнською премією в галузі музики та масових видовищ втретє поспіль отримав перо «Золотої Жар-птиці» в номінації «Співак року».
У 1999 р. Макс Паперник зняв відеокліп на пісню Пономарьова «Ніжними вустами», в листопаді того ж року на екрани вийшов кліп «Ти моя».
У грудні 1999 р. отримав чергову премію «Золота Жар-птиця», на думку музичних експертів, є найкращим співаком країни 1999 р. 20 лютого 2000 р. накладом у 125 000 екземплярів вийшов у світ третій альбом «Вона».
4 лютого 2001 р. відбулася прем'єра нового відео на пісню «Він чекає на неї» (автор музики та слів — Святослав Вакарчук).
18 травня 2001 р. вийшов четвертий альбом «Він».
У липні 2001 знову став «найкращим співаком України» (єдиний український артист, який п'ять разів поспіль здобував премію «Золота Жар-птиця»).
Наприкінці 2001 р. відбулись дві прем'єри відеокліпів на пісні «Крила» та «Вогонь». На «Таврійських іграх-2002» знову здобув премію «Золота Жар-птиця».
У 2001 знявся у телевізійному новорічному мюзиклі «Вечори на хуторі біля Диканьки».
3 листопада 2002 р. відбулась прем'єра кліпу на пісню «Човен», знятого у Венеції.
4 травня 2003 року в Латвії відбувся 48-й пісенний конкурс «Євробачення» на якому дебютувала Україна з піснею «Hasta la vista» у виконанні Пономарьова. Він посів 14-е місце.
У червні 2003 р. відбувається дебют в кіно (у чотирисерійному фільмі «Особисте життя», де зіграв роль співака Влада Хмельницького).
З грудня 2005 до середини 2007 року вів кулінарну програму «Смачна країна» на телеканалі «1+1».
У 2006 році вийшов у світ п'ятий альбом «Я люблю тільки тебе».
18 серпня 2006 р. Президент України Віктор Ющенко присвоїв Пономарьову звання народного артиста України.
У 2011 році отримав музичну премію YUNA у категорії «Найкращий виконавець» за досягнення у музиці за 20 років.
З травня 2011 року брав участь у 1, 2 3, 5 сезонах програми «Голос країни» на телеканалі «1+1» як тренер.
У 2017 році відбулася прем'єра відео на пісню «Полонений».

### Особисте життя
26 серпня 2006 року одружився зі студенткою п'ятого курсу Київського національного університету імені Шевченка Вікторією Мартинюк. 15 лютого 2007 р. о 06.18 вдруге став батьком: в одному з приватних пологових будинків Києва дружина народила сина Олександра. Був присутнім під час пологів. Від першого шлюбу з Оленою Мозговою (дочкою Миколи Мозгового) має доньку Женю.
2024 року одружився втретє, його дружиною стала Олександра, з якою він до цього прожив 10 років.

## Дискографія

### Альбоми
- З ранку до ночі (1996)
- Перша і остання любов (1997)
- Вона (2000)
- Він (2001)
- Я люблю тільки тебе (2006)
- Ніченькою (2007)
- Найкраще (2016)

### Сингли
- Hasta la Vista (2003)
- 100 kisses — разом з Ані Лорак (2006)
- Україна переможе (2022)

### Компіляції
- Краще (2004)
- Золоті хіти (2007)
- Найкраще (2016)

## Фільмографія
| Рік  | Назва                                | Роль                       |
| ---- | ------------------------------------ | -------------------------- |
| 2001 | Вечори на хуторі біля Диканьки       | Друг Вакули                |
| 2003 | Особисте життя                       | Співак Влада Хмельницького |
| 2007 | Дуже новорічне кіно, або Ніч у музеї | Вампір                     |
| 2016 | Конкурсант. Смертоносне шоу          | Олександр Пономарьов       |
| 2018 | Сотка                                | Міський голова             |

## Громадянська позиція
Відзначився у виступах в політичній кампанії на підтримку Леоніда Кучми. Разом із рядом інших співаків їздив промотурами Україною на підтримку, тоді провладного, кандидата у Президенти.
У 2004 році брав участь у подіях Помаранчевої революції й виконував на сцені Майдану Національний гімн України.

## Нагороди
- Орден «За заслуги» III ст. (23 серпня 2022)  —за значні заслуги у зміцненні української державності, мужність і самовідданість, виявлені у захисті суверенітету та територіальної цілісності України, вагомий особистий внесок у розвиток різних сфер суспільного життя, відстоювання національних інтересів нашої держави, сумлінне виконання професійного обов'язку.[7]